# Años 1340
Los años 1340 o década del 1340 fue una década que comenzó el 1 de enero de 1340 y finalizó el 31 de diciembre de 1349.

## Acontecimientos
- Clemente VI sucede a Benedicto XII como papa en el año 1342.
- Batalla de Estepona
- Pedro el Ceremonioso arrebata Menorca a Jaime III rey de Mallorca.